# Марићи (Канфанар)
Марићи (итал. Marici) је насељено место у Републици Хрватској у Истарској жупанији. Административно је у саставу општине Канфанар.

## Географија
Налази се уцентралној Истри, 18 км југозападно од Пазина, а 1 км југоисточно од центра општине. Становништво се бави пољопривредом и сточарством.

## Историја
До територијалне реорганизације У Хрватској налазило се у саставу старе општине Ровињ.

## Становништво
Према попису становништва из 2011. године у насељу Марићи било је 140 становника који су живели у 48 породичних домаћинстава.
Кретање броја становника по пописима 1857—2001.
| година пописа   | 1857. | 1869. | 1880. | 1890. | 1900. | 1910. | 1921. | 1931. | 1948. | 1953. | 1961. | 1971. | 1981. | 1991. | 2001. | 2011. |
| Број становника | 0     | 0     | 125   | 132   | 141   | 174   | 0     | 0     | 137   | 149   | 159   | 144   | 135   | 131   | 121   | 140   |

Напомена: У 1857. 1869. 1921. и 1931, подаци су садржани у насељу Канфанар.